# Sigismund Thalberg
Pour les articles homonymes, voir Thalberg.
 (mars 2015).
Sigismund Thalberg est un pianiste et compositeur autrichien né à Genève le 8 janvier 1812 et mort à Naples le 27 avril 1871.

## Jeunesse et formation

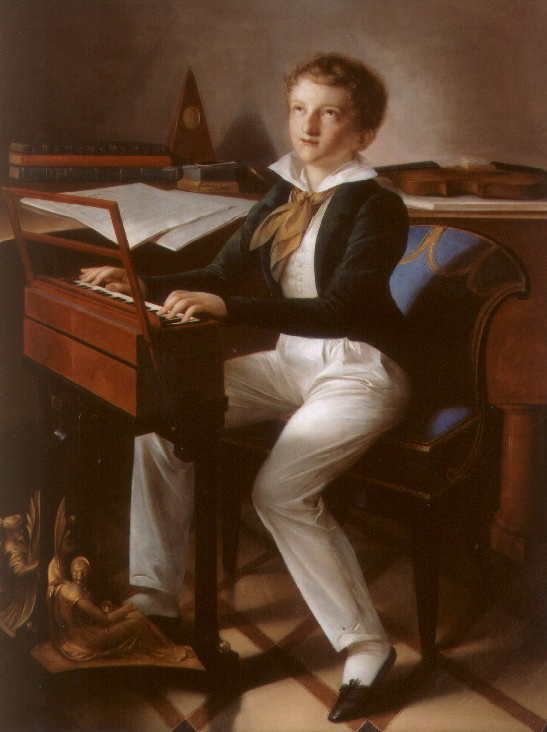
Portrait de Thalberg enfant.

Sigismund Thalberg naît le 8 janvier 1812 à Genève (ville française de 1802 à 1813). Il est enregistré à l’état civil comme étant le fils de Joseph Thalberg et Fortune Stein, tous deux originaires de Francfort-sur-le-Main. Mais il a été établi que Sigismund était en fait le fruit d’une union illégitime et qu’en conséquence on lui avait attribué une fausse filiation et de faux noms. En effet, Sigismund Thalberg est en réalité le fils de la baronne Wetzlar et du prince Franz Joseph von Dietrichstein (ou son frère Moritz von Dietrichstein), qui était déjà marié. Cela dit, rien n’est sûr, et l’intrigue de la naissance de Thalberg reste entière, malgré des indices troublants.
On connaît peu de choses sur la jeunesse de Thalberg. Mais la tradition veut qu'il ait rejoint la capitale autrichienne à l’âge de dix ans, accompagné de sa mère. Dès lors, il aurait pris des cours de piano avec Czerny et Hummel, mais à nouveau rien n’est sûr, ce d’autant plus que Czerny, dans ses Mémoires, ne fait pas état d’une quelconque rencontre avec Thalberg. En revanche, il aurait étudié avec le bassoniste August Mittag, premier basson de la Hofoper de Vienne. Cette rencontre aurait été primordiale dans la vie de Thalberg : en effet, selon plusieurs sources, Sigismund, en arrivant à Vienne, se serait lié d’amitié avec le duc de Reichstadt, fils de Napoléon et de Marie-Louise d'Autriche, mieux connu sous le surnom de « l’Aiglon ». Ce dernier lui aurait tant relaté les hauts faits militaires de son père que Thalberg aurait été prêt d’embrasser une carrière militaire. L’on doit donc à Mittag la primeur d’avoir découvert le talent de Sigismund pour la musique et de l’avoir dirigé dans cette voie.

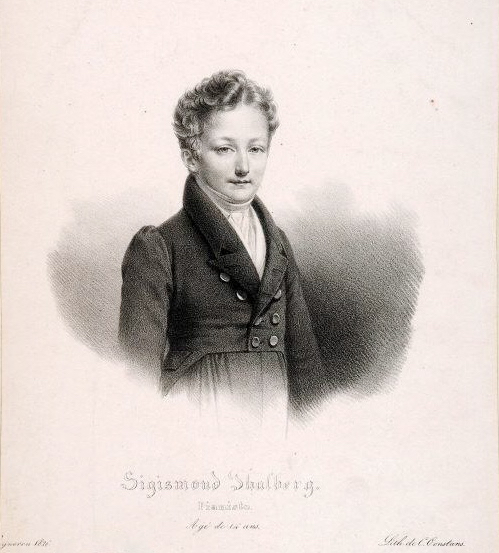
Thalberg en 1826

À partir de l’année 1826, la biographie de Thalberg devient plus claire et les faits plus sûrs. Cette même année, il prend des leçons avec le pianiste Ignaz Moscheles, l’un des grands virtuoses de l’époque, et se produit pour la première fois en public, le 17 mai. En 1827, il joue le concerto en si mineur de Hummel. Dès lors, sa carrière est lancée et il joue régulièrement en public à Vienne. Son répertoire est surtout classique mais déborde sur les débuts du romantisme, avec les Concerti de Beethoven et les œuvres de Hummel.
L’année suivante, en 1828, Thalberg publie sa première œuvre ; il s’agit de la Fantaisie sur des thèmes d’Euryanthe de Weber.

## Carrière

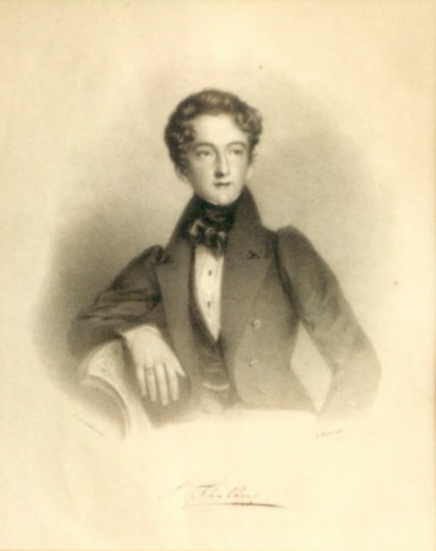
Thalberg en 1830

En 1830, Thalberg rencontre Mendelssohn et Chopin à Vienne. C’est l’apogée du romantisme. Il rencontre également Clara Wieck, future star du piano et future femme de Schumann. À l’époque, elle a 10 ans, et joue pour et avec Thalberg. Dans son journal est écrit : « La technique de Thalberg est très accomplie, son jeu est clair et précis, puissant et expressif, mais il ne produit pas assez d’effet. » 
Au début des années 1830, Thalberg étudie le contrepoint avec Simon Sechter (1788-1867) et utilise ce procédé dans les œuvres qu’il compose. En 1834, il publie la Fantaisie sur des thèmes de Norma, qui remporte un grand succès.
Fort de sa nouvelle popularité, Thalberg arrive à Paris en novembre 1835. C’est l’occasion de donner plusieurs concerts. Le premier est donné pour l’ambassadeur d’Autriche Rudolph Apponyi à la mi-novembre. En janvier de l’année suivante, il participe à un concert de la « Société du Conservatoire de Paris », où il joue sa Grande Fantaisie op. 22. Thalberg fait sensation auprès des artistes parisiens de l’époque, dont Rossini et Meyerbeer.
Mais Thalberg ne reçoit pas que des éloges. Ainsi Chopin ne partage pas l'avis général : « Thalberg joue excellemment, mais ce n'est pas mon homme. Il joue les forte et les piano à la pédale et non avec la main, fait des dixièmes aussi aisément que je fais les octaves, et porte des boutons de chemise en diamants. » Toutefois la critique de Chopin peut être jugée partiale, car elle se fonde également sur l'apparence de Thalberg, qui plaisait d'ailleurs beaucoup aux femmes.
Après ces premiers succès, qui, signalons-le, lui rapportent des sommes que vraisemblablement aucun virtuose n’avait jamais gagnées jusqu’alors, Thalberg quitte Paris et voyage vers Bruxelles, puis Londres. La réputation du jeune virtuose parvient aux oreilles de Liszt, qui se considérait alors comme le meilleur virtuose de l’époque. La rivalité commence, et Liszt commence à critiquer ouvertement les œuvres de Thalberg. Le compositeur hongrois se fait alors de nombreux ennemis, compte tenu du succès grandissant du jeune Thalberg.
En 1837, on retrouve à nouveau Thalberg à Paris, où Liszt donnait déjà plusieurs concerts. La relation entre les deux est distante mais reste cordiale. C’est à cette époque qu’a lieu le fameux duel pianistique entre les deux virtuoses. 

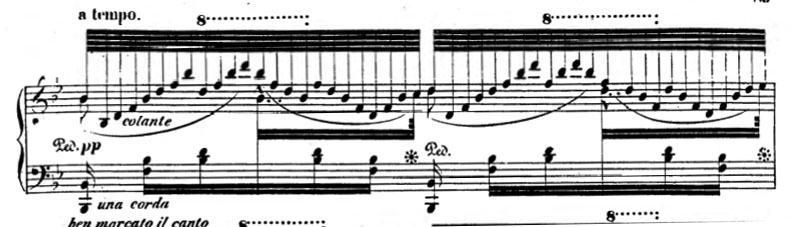
Extrait de la Fantaisie op.33 sur des thèmes de Moïse de Rossini.

Le compositeur Johann Peter Pixis (1788-1874) a en effet l’idée de réunir les deux pianistes chez lui, en la présence de Chopin. Mais Thalberg, avançant une rechute de grippe, décline finalement l’invitation, ce qui ne manque pas de provoquer la moquerie.
Le 16 février, Thalberg se produit dans les salons de Zimmermann où Liszt est présent pour l'écouter, Liszt dont le visage trahit tour à tour la moquerie, le dépit et le dégoût ; il ira jusqu'à déclarer « Je viens d'entendre Thalberg : c'est une mystification complète. De toutes les choses déclarées supérieures, c'est assurément la plus médiocre que je sache. Son dernier morceau (composé récemment) sur God Save The King est même bien au-dessous du médiocre. Comme je l'ai dit à Chopin : « C'est un grand seigneur manqué qui fait un artiste encore plus manqué. »
Finalement, c’est la princesse Cristina Belgiojoso qui organise le fameux duel le 31 mars 1837. Un concert caritatif au profit des exilés italiens, dont la princesse fait d’ailleurs partie, donne un parfait prétexte pour ce duel pianistique. Les places sont vendues 40 francs de l’époque (soit plus de 100 euros pour notre époque). Les deux virtuoses joutent à grand renfort de fantaisies sur des thèmes d’opéras. Le public, subjugué par les deux artistes, se refuse à trancher. Le duel est conclu ainsi, non sans ce mot d’esprit que l'on attribue généralement à la princesse Belgiojoso mais qui est en réalité le fait de Marie d'Agoult : « Thalberg est le premier pianiste du monde. Liszt est le seul. »
En avril de la même année, il retourne à Bruxelles, puis à nouveau à Londres en mai. Sa performance londonienne déchaîne les passions, et le journal The Atheneum du 20 mai relate le triomphe en ces mots exaltés : « Le jeu de ce merveilleux artiste mérite les éloges les plus flatteurs. […] Les adjectifs manquent pour rendre justice à cette technique hors du commun, néanmoins tempérée par un bon goût délicat, qui fait sans nul doute du jeu de Thalberg le plus merveilleux que j’aie jamais entendu. »
Une telle critique constitue le quotidien de Thalberg qui, partout où il va, croule sous les louanges. 
Sa Fantaisie op. 33 sur des thèmes de Moïse de Rossini remporte un franc succès, notamment auprès de Clara Wieck, la future Clara Schumann.
Après cette aventure londonienne, Thalberg continue ses tournées, toujours en Grande-Bretagne. Puis il se produit à nouveau Paris au printemps 1838 puis retourne à Vienne en avril, tandis que Liszt donne dans cette même ville un concert au profit des victimes de la terrible inondation qui, du 13 au 18 mars, a touché Pesth. Une fois de plus, les deux virtuoses se retrouvent. Thalberg assiste à un concert de son rival et l’invite même à dîner, le 28, avec le prince Dietrichstein (le père supposé de Thalberg), qui se félicite d’avoir à sa table « Castor et Pollux ». Le jour suivant, les deux pianistes dînent à nouveau à la même table, invités par Metternich.
Liszt quitte Vienne en mai, mais Thalberg reste. C’est l’occasion pour ce dernier de rencontrer Schumann, de passage à Vienne. Ils se rencontrent à plusieurs reprises en octobre et novembre, et Thalberg joue à Schumann des Études de Chopin, de Kessler et Hiller, des morceaux de Beethoven, Schubert, Dussek, et déchiffre à vue les Kreisleriana de son auditeur. Schumann, qui écrit dans la Neue Zeitschrift für Musik, fait de son côté une critique enthousiaste des nouvelles Études op. 26 de Thalberg et conclut son article ainsi : « C’est un dieu du piano ».
Après avoir fait ses adieux à Vienne en décembre 1838, Thalberg entame une nouvelle tournée à travers l’Europe. Il donne le même mois des concerts à Dresde et joue à deux reprises pour la Cour du roi de Saxe, qui l’honore du titre de « Virtuose de la Chambre du Roi de Saxe ». L’on rapporte que Thalberg aurait répondu en ces termes à l’honneur qui lui était fait : « Attendez de voir Liszt ! » Ensuite, Thalberg se rend à Leipzig pour y donner notamment sa Fantaisie sur « La Donna del Lago » de Rossini. Mendelssohn assiste au concert et est enthousiasmé par Thalberg. Dès lors, les deux pianistes deviennent amis. Ensuite, c’est Berlin, puis Dantzig, Mitau et enfin Saint-Pétersbourg qui accueillent Thalberg. Le pianiste regagne ensuite l’Europe de l’Ouest : Londres puis Bruxelles, où il retrouve son ami le violoniste Charles de Bériot, et remporte des triomphes.
Accompagné de Bériot, Thalberg voyage encore et toujours. Il rejoint la Rhénanie, y donne des concerts acclamés. Suivent Londres, puis Paris. Toutefois, Thalberg s’accorde dans la capitale française un repos bien mérité et ne donne pas de concert. Pendant ce temps, Liszt revient lui aussi à Paris, avec l’ambition de se produire abondamment. Mais, prenant conscience que l’animosité à son égard des partisans de Thalberg ne s’est pas tassée, il ne se produit que pour un concert. Et il n’a pas foncièrement tort car la Revue et Gazette Musicale qui paraît après ce seul concert se permet de larges critiques. Le journaliste Henri Blanchard reproche à Liszt d’avoir repris à Thalberg la technique du chant médium grâce aux pouces. De même, un essai paraît dans la Gazette Musicale en 1840, intitulé « Liszt-Thalberg », rédigé par Léon Escudier. Le critique créé une hiérarchie entre les deux compositeurs, qui donne la part belle à Thalberg, tandis que Liszt aurait certes une technique prodigieuse mais moins de sensibilité.
Quelques mois plus tard, durant l’hiver 1840-1841, Liszt part à son tour à la conquête de la Grande-Bretagne. Mais même là il subit l’inévitable comparaison avec son homologue, qui était passé par les mêmes lieux une année auparavant. Et, à nouveau, la comparaison est plutôt défavorable au compositeur hongrois. 
À cette même période, Thalberg est à Francfort-sur-le-Main, où il joue pour un concert de charité au profit de l’orphelin Johanna Körbel. Mais Thalberg se cantonne à ce concert, car il privilégie à cette époque la composition. Il travaille en effet à sa Seconde Fantaisie sur Don Juan op. 42 et à sa Fantaisie sur Semiramis de Rossini. 

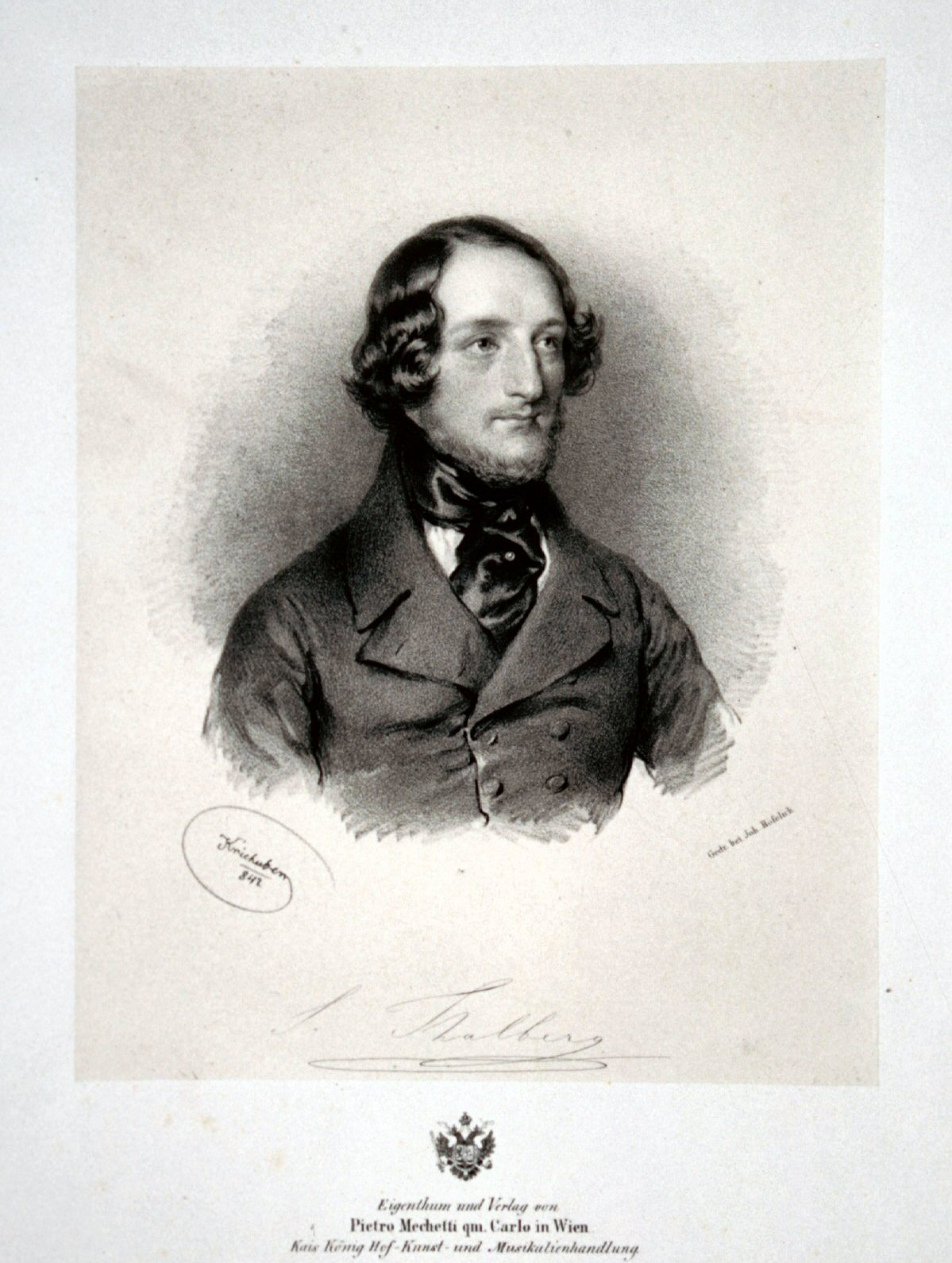
Thalberg en 1841

En janvier 1841, Thalberg quitte Francfort pour Weimar. Là-bas, il se produit à trois reprises à la Cour du Grand Duc, puis au Théâtre de la ville. Il quitte en février Weimar et se rend à Leipzig, où il rend visite à Mendelssohn puis à Schumann. Le jour-même de son entrevue avec Schumann, il joue ses propres œuvres, dont la Seconde Fantaisie sur Don Juan, lors d’un concert. Schumann en fait une critique enthousiaste dans son journal la Neue Zeitschrift Für Musik.
Après son séjour à Leipzig, Thalberg se produit à Breslau, Varsovie, puis à Vienne, où Liszt avait donné une série de concerts à l’hiver 1839-1840. Thalberg triomphe à nouveau et n’a rien à envier à Liszt. 
En 1840-1841, c’est Liszt qui donne des concerts en Grande-Bretagne et qui est comparé à Thalberg qui était passé par là l’année d’avant. Et une fois de plus, Thalberg ressort sinon grandi, en tout cas pas amoindri de la comparaison. 
La concurrence entre les deux pianistes se fait toujours plus féroce : Liszt remporte de nombreux succès à Berlin en hiver 1841-1842, tandis que Thalberg est en Italie. 

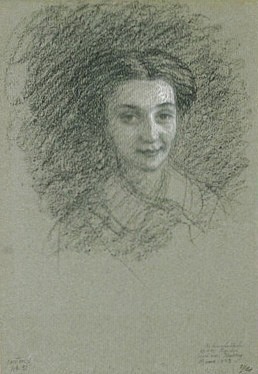
Portrait de Francesca Lablache peint par son premier époux, François Bouchot

Thalberg épouse une Italienne, Francesca Lablache, fille du chanteur d'opéra Luigi Lablache et veuve du peintre François Bouchot.
Thalberg remporte ensuite un succès encore plus important en France : il passe par Marseille, Toulon et Dijon puis rejoint la capitale. Les critiques sont dithyrambiques, Thalberg engrange énormément d’argent et est célébré comme un empereur par le public et les journaux. L’on rapporte même qu’au cours d’un de ses concerts en France, une couronne a été jetée sur la scène. Il reçoit même les honneurs du pouvoir français puisqu’il est décoré de la Légion d’Honneur. Puis Thalberg rejoint Londres, via Bruxelles. 
Thalberg continue de parcourir l’Europe et s’installe à Vienne pour quelque temps, jusqu’à l’automne 1842. Puis il retourne en Grande-Bretagne, puis à Paris pour d’autres concerts. La capitale française lui reste favorable, à l’inverse de Liszt, qui s’y fait de plus en plus d’ennemis.
Durant l’hiver 1843-44, Thalberg retourne en Italie pour s'y produire (cette fois avec son épouse Francesca) puis revient à Paris. 
En 1848, les deux rivaux se rencontrent à nouveau, et les tensions s’apaisent : Liszt assiste à l’un des concerts de Thalberg à Vienne et l’applaudit sans retenue. C’est la première fois depuis 11 ans que Liszt écoute Thalberg !
En 1855, Thalberg réalise son rêve de partir en tournée aux Amériques. Il remporte des succès triomphants à Rio de Janeiro et Buenos Aires. Il revient ensuite à Paris pour quelques mois puis retourne en Amérique, du Nord cette fois-ci. Dès lors, il entame une tournée marathon qui part de New York en novembre 1856. Il donne 5 à 6 concerts par semaine. Hormis les vacances d’été qu’il s’accorde, le virtuose ne s’arrête pas de jouer jusqu’à juin 1858. Il a alors joué dans près de 80 villes, et a donné plus de 320 concerts. Il a même joué gratuitement à plusieurs reprises pour des écoliers américains. Ses tournées continuent de lui rapporter des sommes que ni Rubinstein, ni Paderewski n’arriveront à égaler.
Cependant, Thalberg doit partir précipitamment des États-Unis sans honorer certains des engagements qu’il avait prévus : sa femme vient le chercher et le ramener en Europe. Certains disent que Thalberg aurait eu une aventure avec une chanteuse et que sa femme aurait été au courant. D’autres sources ont par la suite évoqué une autre piste : le prince de Dietrichstein (le père supposé de Thalberg) venait de mourir, sans héritier mâle. Le titre fut donné au mari de la petite-fille du prince, Alexandre de Mensdorff-Pouilly.
Après son retour en Europe, il s’installe dans une villa près de Naples. Il donne à nouveau des concerts à Paris et à Londres en 1862. En 1863, il effectue sa dernière tournée pianistique, au Brésil. Il demande ensuite à devenir professeur au Conservatoire de Naples, poste qui lui est refusé car il n’a pas la nationalité italienne. Une année plus tard, un poste dans ce même établissement lui est finalement proposé, mais il décline l’offre. 
Thalberg, toujours retiré à Naples, passe ses dernières années à publier des éditions commentées du Clavier Bien Tempéré de Bach et du Gradus ad Parnassum de Clementi. Il meurt le 27 avril 1871 à Naples, en laissant derrière lui de nombreuses pièces pour piano, des Études, des Caprices, des Fantaisies, un concerto pour piano, plus de cinquante lieder, deux opéras, et surtout une révolution pour le piano : la technique du chant médium des pouces.
S'il est presque oublié aujourd'hui, Thalberg a connu un immense succès de pianiste dans l'Europe du XIXe siècle.

## Discographie
- Concerto pour piano et orchestre en fa mineur, op. 5 (+ Concertino et Concerto pour piano de Pixis) - Tasmanian Symphony Orchestra : Howard Shelley (piano et direction d'orchestre). CD HYPERION CDA67915 2012 (Collection « Le Concerto romantique pour piano » vol. 58)

## Œuvres principales
Son œuvre comporte 89 opus dont deux opéras et de nombreuses pièces de musique de chambre. Elle est presque exclusivement centrée sur le piano avec notamment des nocturnes, fantaisies, mélodies et un concerto pour clavier.
- Concerto pour piano et orchestre en fa mineur, op. 5.
- Fantaisies sur des opéras de Bellini, Rossini, Donizetti, op. 9, op. 10, op. 12, op. 18, op. 33, op. 40, op. 50, op. 63, op. 77.
- Florinda, opéra créé à Londres en 1851, op. 71.
- Cristina di Svezia, opéra créé à Vienne en 1855 sur le tout dernier des 90 livrets écrits par Felice Romani

## Hommages
Une statue a été élevée en son honneur dans la ville de Naples.

## Citations
- Chopin : « Thalberg joue excellemment, mais ce n'est pas mon homme. Il joue les forte et les pianos à la pédale et non avec la main, fait des dixièmes aussi aisément que je fais les octaves, et porte des boutons de chemise en diamants. »
- Schumann : « C'est un dieu du piano. »
- Marie d'Agoult : « Thalberg est le premier pianiste du monde, Liszt est le seul[2]. »

## Sources
- (de) Robert Eitner, « Thalberg, Sigismund », dans Allgemeine Deutsche Biographie (ADB), vol. 37, Leipzig, Duncker & Humblot, 1894, p. 643-644
- Eduard Hanslick: Geschichte des Konzertwesens in Wien. Zwei Bände, Wien 1869/70.
- Ian Glenn Hominick, « Sigismund Thalberg (1812-1871), Forgotten Piano Virtuoso : His Career and Musical Contributions », 2007
- E. Keith Chambers, « Sigismund Thalberg : The Three-handed Method and Piano Techniques of His Operatic Paraphrases », 2004